# Mathieu Dossevi
Mathieu Dossevi (* 12. Februar 1988 in Chambray-lès-Tours) ist ein französisch-togoischer ehemaliger Fußballspieler.

## Karriere

### Verein
Der offensive Mittelfeldspieler unterschrieb in der Saison 2007/08 seinen ersten Profivertrag beim Le Mans FC. Zur Saison 2010/11 wechselte er zum FC Valenciennes. Im Sommer 2014 unterschrieb Dossevi einen Dreijahresvertrag beim griechischen Rekordmeister Olympiakos Piräus. Im Sommer 2015 wurde Dossevi an den belgischen Erstligisten Standard Lüttich ausgeliehen. Nach guten Leistungen (vier Tore und neun Vorlagen in 20 Spielen) einigte man sich vorzeitig auf einen endgültigen Wechsel. Dossevi unterschrieb einen Viereinhalbjahresvertrag. Die Ablöse soll 1,3 Millionen Euro betragen haben.
Zur Saison 2020/21 wechselte er in die erste türkische Liga zu Denizlispor. Von 2021 bis 2022 trug er das Trikot vom SC Amiens. 2022 wechselte er zum FC Versailles in die drittklassige National.

### Nationalmannschaft
Am 15. November 2014 debütierte Dossevi bei der 1:4-Niederlage im Länderspiel gegen Guinea für die togoische Fußballnationalmannschaft.

## Privates
Mathieu Dossevi ist der Sohn von Pierre-Antoine Dossevi, der in den 1970er Jahren unter anderem für Paris Saint-Germain spielte und Bruder des Fußballprofis Thomas Dossevi.

## Erfolge
- Griechischer Meister: 2014/15 mit Olympiakos Piräus
- Griechischer Pokalsieger: 2014/15